# Radio Mirchi

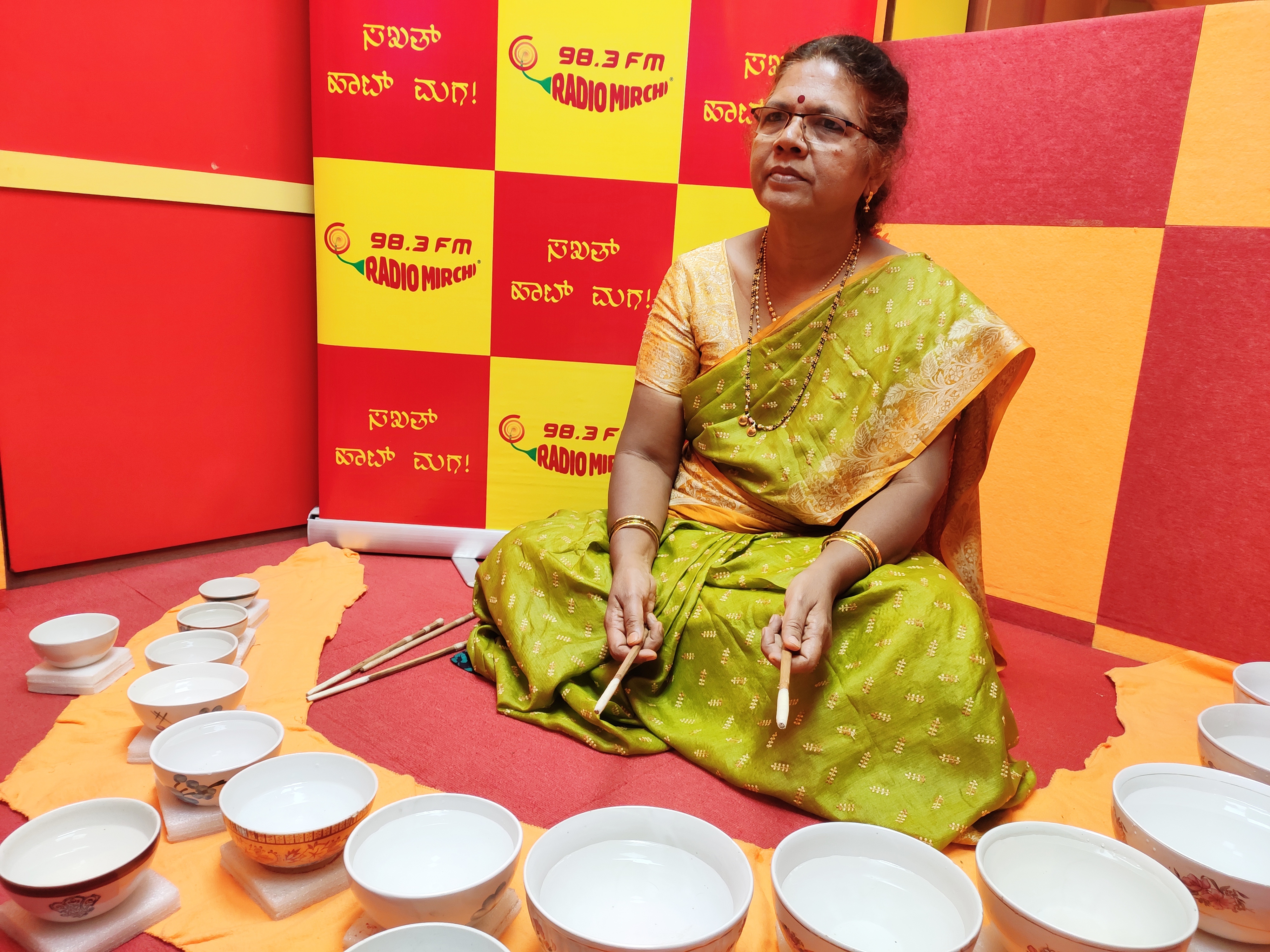
Concert de Vidushi Shashikala sur la Radio Mirchi.

Radio Mirchi est un réseau national de Radio FM privées en Inde. Elle est détenue par l'Entertainment Network India Ltd (ENIL), qui est l'une des filiales du groupe Bennett, Coleman & Co Ltd (BCCL, aussi connu sous le nom de Times Group).

## Histoire
Radio Mirchin est fondée en 2001 par l'Entertainment Network India Ltd (ENIL) et lance sa première station à Indore.
En février 2015, Radio Mirchi s'apprête à racheter Oye FM à TV Today Network. En mai, le ministère de l'information indien s'oppose à l'acquisition qui enfreint certaines règles de régulation de marché, et dont le montant n'a pas été rendu public. En juillet, l'achat de 4 stations de Oye FM (couvrant Amritsar, Jodhpur, Patiala et Shimla) est finalement approuvé par le ministère de l'information. En août, Radio Mirchi intègre les régies publicitaires de 3 autres antennes d'Oye FM. En décembre, Radio Mirchi transforme les antennes Oye FM de Amritsar et Patiala en Radios Mirchi.
En septembre 2016, ENIL lance la chaîne Mirchi Love dans 3 zones: Ahmedabad, Surat and Jaipur. En octobre 2016, Mirchi lance sa 15e radio internet, Mirchi Mehfil, spécialisée dans la musique ghazal.

## Description
Radio Mirchi diffuse des playlistes musicales qui sont mises à jour toutes les semaines. Elle publie des classements des chansons les plus écoutées en Inde. Ces classements sont publiés sur une base hebdomadaire dans le journal de langue anglaise quotidien indien The Times of India, et sur le site officiel de Radio Mirchi.
Le slogan de Radio Mirchi est "It's hot!" ce qui signifie "c'est piquant' (Mirchi signifie piment en langue hindi).